# Sequana Capital
Sequana capital è una holding con sede a Parigi e quotata presso la borsa della capitale francese. 
La finanziaria fa parte della galassia del gruppo Agnelli, i quali, attraverso la finanziaria di partecipazioni Exor S.p.A. (in precedenza IFIL Investments), ne detengono il controllo con una quota pari al 52,84%. 
Le attività della società sono locate in Francia e comprendono principalmente:
- 100% di Antalis (n° 4 mondiale della distribuzione professionale di mezzi di comunicazione);
- 23% di Société Générale de Surveillance (n° 1 mondiale del settore dell'auditing e della certificazione);
- 100% di ArjioWiggins (n°1 produttore mondiale di carta tecnica e di creazione);
- 100% di Carbonless Europe (n°1 produttore europeo di carta autocopiante).
- 100% di Permal Group (gestione di fondi d'investimento);
- 39% di Pechel Industries (capital-investment);
- 100% di Antonin Rodet (commercio di vini).

Negli ultimi cinque anni di attività, Ifil, nell'ambito di una ristrutturazione globale del gruppo Agnelli, ha provveduto al dimagrimento del gruppo Sequana Capital (già Worms et cie S.A.) cedendo alcune prestigiose partecipazioni fra le quali:
- Permal Group S.A.
- Pechel Industries S.A.

Inoltre ha integrato le attività della Holding Carbonless Europe con quelle di Arjo Wiggins attraverso una fusione che ha dato vita al gruppo Arjo Wiggins Appleton. Invece la partecipazione nella ginevrina SGS S.A. (anch'essa quotata in borsa) è stata parzialmente svalutata e girata alla finanziaria lussemburghese IFIL Investissement S.A., la quale attualmente partecipa in SGS con una quota pari al 15%.
Nel corso dell'anno 2008, Ifil Investissement ha ridotto la propria partecipazione in Sequana Capital al 27%, mantenendone però la gestione operativa.